# Arnold Borret (1848-1888)

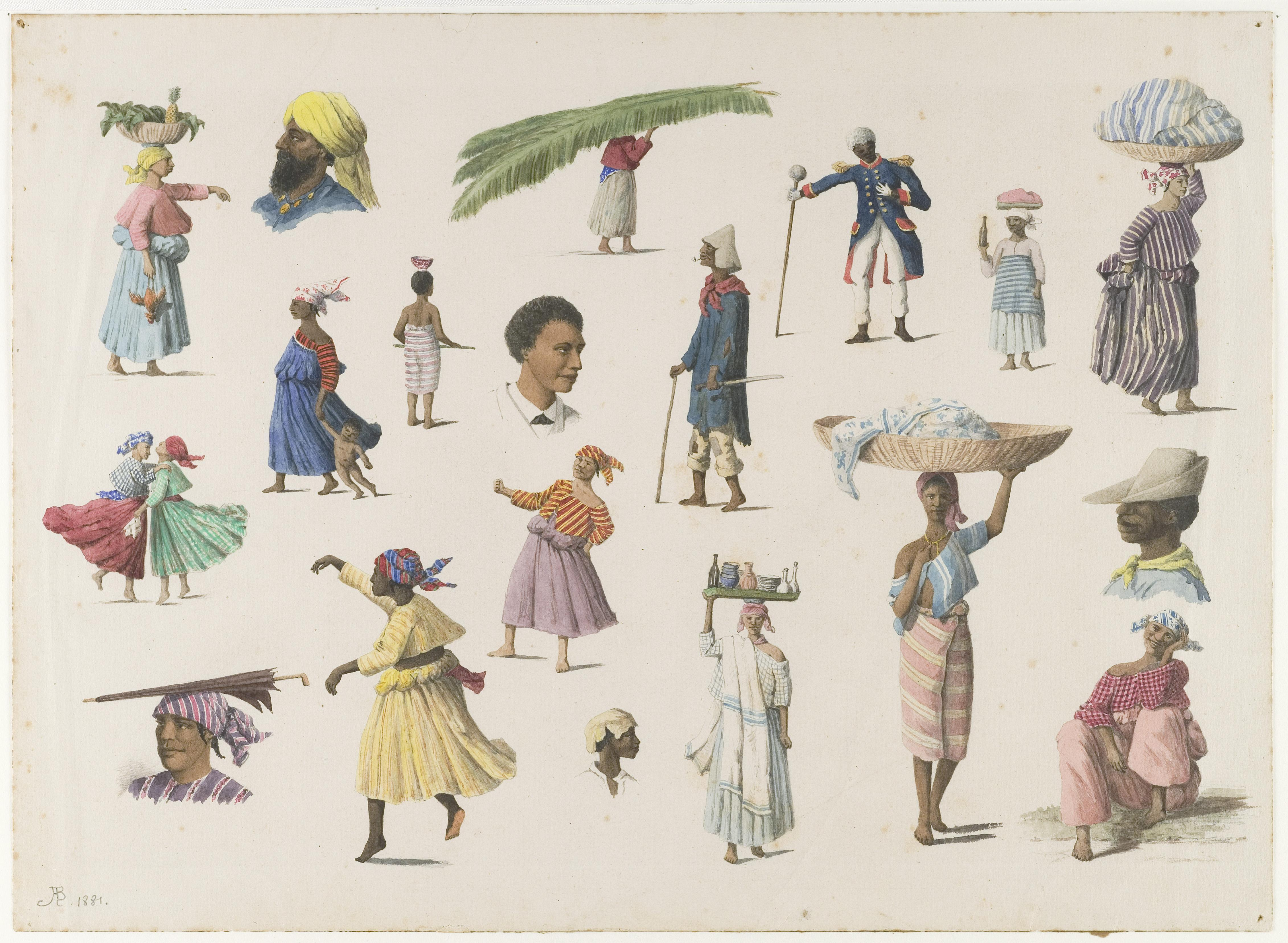
Diverse Surinaamse typen, waterverfstudie door Arnoldus Borret, 15 augustus 1881, Collectie KITLV

Arnoldus (Arnold) Hyacinthus Aloysius Hubertus Maria Borret (Maastricht, 1848 – Paramaribo, 1888) is een Nederlandse jurist die actief werd in de kolonie Suriname als rechter, priester en kunstenaar. Zijn teken- en schilderwerk geeft een breed beeld van eind 19e-eeuws Suriname.

## Nederlandse jaren
Arnoldus Borret, geboren 28 oktober 1848, stamt uit een voorname Bossche, katholieke familie. Zijn vader, Eduardus Borret was kort minister van justitie. Zijn moeder stierf toen hij vijf jaar was. Op tienjarige leeftijd ging Arnoldus naar het college der Jezuïeten te Katwijk. Daarna, op achttienjarige leeftijd, studeerde hij rechten, achtereenvolgens aan de universiteiten van Leuven, Leiden en Utrecht. In 1872 promoveerde Borret en vestigde hij zich als advocaat in Rotterdam.

## Surinaamse jaren
In 1878 werd Borret benoemd tot griffier aan het Hof van Justitie in Paramaribo. Twee jaar later werd hij, na het ontslag van J.H. Gilquin, aan dat hof als rechter geïnstalleerd. Daarnaast was hij vanaf 1881 minder dan een jaar een door de gouverneur benoemd lid van de Koloniale Staten van Suriname. Borret was bevriend met monseigneur Schaap, de apostolisch vicaris van Suriname, die net als hij in Katwijk en Leiden had gestudeerd. In 1882 gaf Borret al zijn hoge functies op en trad toe tot de congregatie der redemptoristen, waarbinnen hij in 1883 tot priester werd gewijd. In 1887 werd hij door Schaap, bij diens reis naar Europa, benoemd tot plaatsvervangend overste van de missie in Suriname. Borret preekte zowel in het 'negerengelsch' als in het hindoestaans. Arnoldus Borret stierf op veertigjarige leeftijd aan tyfus, en wel te Paramaribo op 6 februari 1888.

## Nalatenschap
Borret was een gedreven tekenaar en schilder. Vanuit zijn interesse in kunst en architectuur werd hij door Mgr. Schaap onder meer betrokken bij het ontwerp van de nieuwe Sint-Petrus-en-Pauluskerk, met name het interieur ervan. Tijdens zijn reizen door Suriname heeft Borret diverse locaties, personen en gemeenschappen vastgelegd, waaronder de melaatsenkolonie Batavia. Borret verzamelde zijn teken- en schilderwerk in een album. In 1882 stuurde hij dit naar zijn broer Theodoor in Nederland. Deze schonk het in 1911 aan het Koninklijk Instituut voor Taal-, Land- en Volkenkunde (KITLV). In 2003 werden alle 148 tekeningen uit het album gereproduceerd. Het uitgebrachte boek met de titel Arnold Borret bevat tevens vier tekeningen uit het archief van de redemptoristen te Wittem (Limburg). Onderstaand een greep uit de collectie van het KITLV.

Huilende vrouw, waterverf, circa 1880, collectie KITLV
Visser, waterverf, circa 1880, collectie KITLV
Drie vrouwen, waterverf, circa 1880, collectie KITLV
Negermuzijk, waterverftekening, circa 1880, collectie KITLV
Landingsplaats van Indiaansch kamp, potloodtekening, circa 1880, collectie KITLV
Afgodsboom (Cottontree) in Suriname, potloodtekening, circa 1880, collectie KITLV
Visscherswoning te Batavia, krijttekening, circa 1880, collectie KITLV
Plantage Bleyendaal, Pauluskreek, potloodtekening, circa 1880, collectie KITLV
Portret van een Indiaan, potloodtekening, circa 1880, collectie KITLV
Hindoestaanse man, inkttekening, circa 1880, collectie KITLV
Chinese straatventer, inkttekening, circa 1880, collectie KITLV
Boschneger met hoed, potloodtekening, circa 1880, collectie KITLV
Kotomisi met stok, inkttekening, circa 1880, collectie KITLV
Pijprokende vrouw met hoofdddoek en hoed, inkttekening, circa 1880, collectie KITLV
Vrouw met een vrachtje op haar hoofd, inkttekening, circa 1880, collectie KITLV
Jongen met een grote mand op zijn hoofd, inkttekening, circa 1880, collectie KITLV
Oude Creoolse man met baard en hoed, inkttekening, circa 1880, collectie KITLV

- Bibliothèque nationale de France: cb150255612 (data)
- Biografisch Portaal: 39174235
- Digitale Bibliotheek voor de Nederlandse Letteren: borr029
- Gemeinsame Normdatei: 129475653
- International Standard Name Identifier: 0000 0000 3967 2649
- Library of Congress Control Number: n2004023791
- Nederlandse Thesaurus van Auteursnamen: 070157677
- RKD-Nederlands Instituut voor Kunstgeschiedenis: 121329
- Virtual International Authority File: 290611